# Meinertomyia manii
Meinertomyia manii är en tvåvingeart som först beskrevs av Rao 1951.  Meinertomyia manii ingår i släktet Meinertomyia och familjen gallmyggor. Inga underarter finns listade i Catalogue of Life.